# Boa Ventura
Pour les articles homonymes, voir Boa Ventura (homonymie).
Boa Ventura est une ville brésilienne de l'ouest de l'État de la Paraíba.
Sa population était estimée à 5 800 habitants en 2007. La municipalité s'étend sur 132 km2.